# Stämbottensgölen
Stämbottensgölen är en sjö i Västerviks kommun i Småland och ingår i Botorpsströmmen-Marströmmens kustområde.